# Irina Acsinte
Irina Acsinte (30 de enero de 1982) es una deportista rumana que compitió en remo. Ganó una medalla de bronce en el Campeonato Mundial de Remo de 2001, en la prueba de doble scull ligero.

## Palmarés internacional
| Campeonato Mundial | Campeonato Mundial | Campeonato Mundial | Campeonato Mundial |
| Año                | Lugar              | Medalla            | Prueba             |
| ------------------ | ------------------ | ------------------ | ------------------ |
| 2001               | Lucerna (Suiza)    | Medalla de bronce  | Doble scull ligero |